# What You Want
"What You Want" je prvi singl s albuma Evanescence istoimenog rock sastava. Pjesmu je napisala Amy Lee.

## Spisak pjesama
- Digitalno preuzimanje[1]

1. "What You Want" - 3:40

- CD singl[2]

1. "What You Want" - 3:40
2. "What You Want" (Elder Jepson Remix) - 3:18